# Juan José Gutiérrez Mora
Juan José Gutiérrez Mora popularmente conocido como Juan Mora (Plasencia, Cáceres, España, 10 de abril de 1962) es un torero español.

## Biografía
Su padre fue el novillero "Mirabeleño".
Es yerno del ganadero José Luis Martín-Berrocal, con cuya hija, Marisa, se casó el 29 de octubre de 1988.
Su sobrino es el matador de torosAlejandro Mora.
Su madre se llamaba Purificación Mora.

## Carrera profesional
Desde muy joven le interesó el mundo de los toros y comenzó con su padre como padrino
Debutó con picadores en Nerva 25 de agosto de 1977.
Hizo su presentación en Madrid el 1 de mayo de 1979 y en Sevilla el mismo año.
Tomó la alternativa en la Real Maestranza de Caballería de Sevilla el 3 de abril de 1983, a la edad de 20 años, acompañado de Manuel Vázquez y Curro Romero, lidiando reses de Carlos Núñez. El toro de la ceremonia se llamaba "Arriadito".
La confirmó en Las Ventas el 24 de junio de 1984, acompañado de Manili y Pepín Jiménez, con el toro "Desalojado" de
Jiménez Pascuau. Salió en hombros en Las Ventas el 28 de septiembre de 1994 y en 1995. Su último triunfo en Las Ventas fue en el tercer festejo de la Feria de Otoño de 2010, el 2 de octubre, al cortar 3 orejas al encierro de Torrealta.
Recibió una cornada muy grave en el muslo derecho que le rompió la vena femoral en Jaén en octubre de 2001.
El 2 de junio de 2019 volvió a los ruedos vestido de luces en la Plaza de toros de Cáceres acartelado junto a Emilio de Justo con un encierro del pilar, salió por la puerta grande junto a su paisano cortando 2 orejas al quinto de la tarde, en dicha corrida ocurrió un hecho poco habitual ya que brindo el toro a Antonio Ferrera pero lo hizo de una manera diferente, lo hizo subiendo al tendido en el que se encontraba el diestro.